# Helicopsyche helicifex
Helicopsyche helicifex is een schietmot uit de familie Helicopsychidae. De soort komt voor in het Palearctisch gebied.